# Ясново (Тейковский район)
Ясново — деревня в Тейковском районе Ивановской области. Входит в состав Нерльского городского поселения.

## География
Находится в юго-западной части Ивановской области на расстоянии приблизительно 21 км на юг-юго-запад по прямой от районного центра города Тейково на левобережье реки Нерль.

## История
Деревня уже была известна в 1792 году. В 1859 году здесь (тогда деревня в составе Суздальского уезда Владимирской губернии) было учтено 7 дворов.

## Население
Постоянное население составляло 44 человека (1859 год), 6 в 2002 году (русские 100 %), 2 в 2010.